# Glas à la façon de Venise

Glas im venezianischen Stil, dargestellt bei Georg Flegel

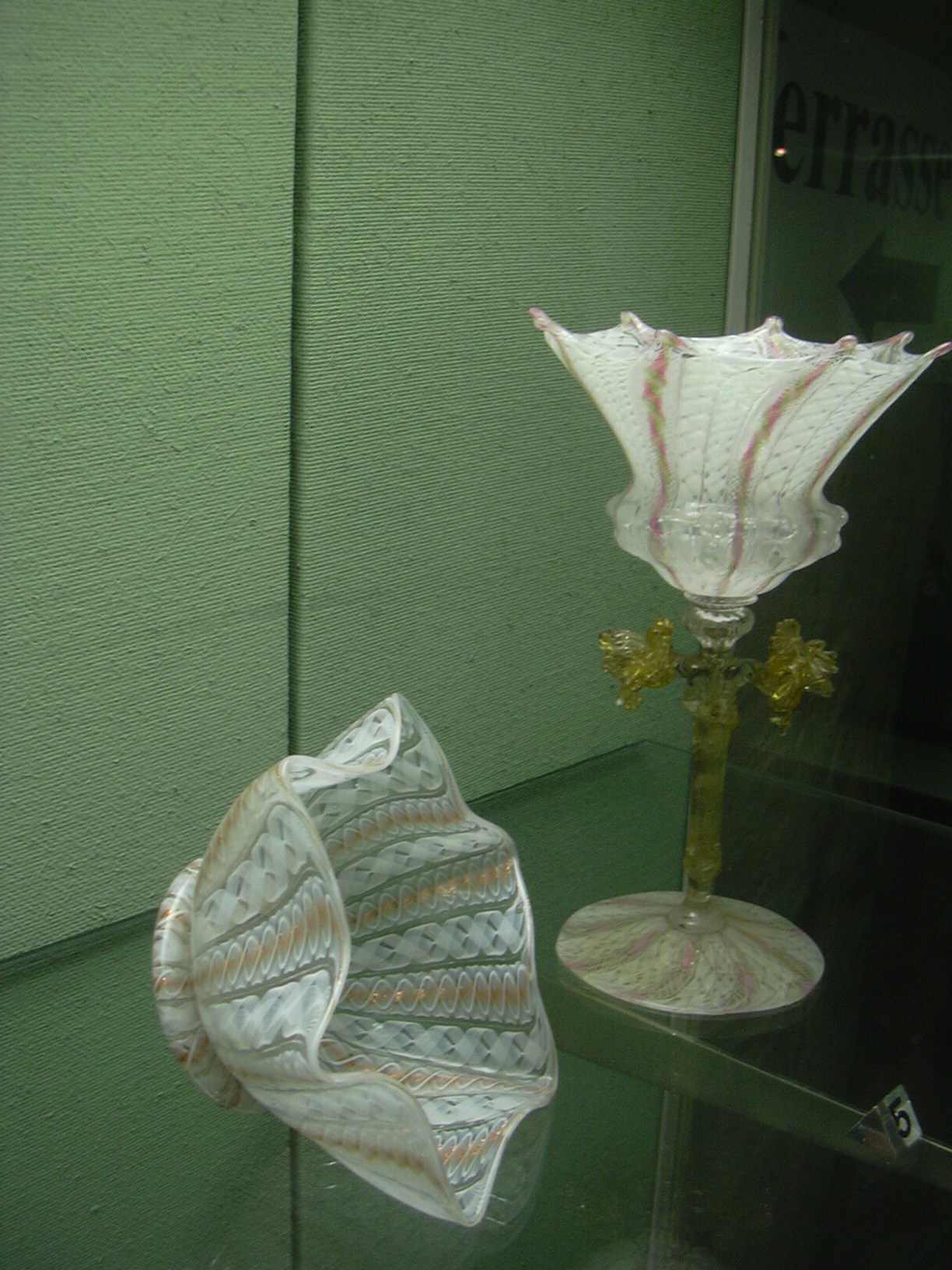
Netzglas à la façon de Venise, Rheingauer Weinmuseum, 17. Jh.

Als Glas à la façon de Venise wird Glas im venezianischen Stil bezeichnet, das zwischen dem 16. und 18. Jahrhundert außerhalb Venedigs hergestellt wurde. Häufig ist es von originalem venezianischen Glas äußerlich nicht zu unterscheiden.

## Vorgeschichte in Venedig
Die venezianische Glasherstellung ist dokumentarisch seit 982 n. Chr. nachgewiesen. Handel und Know-how erreichten die Republik mutmaßlich über ihre Kontakte mit arabischen und persischen Ländern. Die Glasbläser (fiolari, später vetrai), die wegen der Brandgefahr in der Stadt ihre Produktionsstätten (Öfen) in 1291 auf die vorgelagerte Insel Murano verlegen mussten, waren per Gesetz verpflichtet, die Technik streng geheim zu halten.
Bekannt wurde Venedig ab der zweiten Hälfte des 15. Jahrhunderts für sein farbloses, dünnwandiges und fein elaboriertes cristallo. Über die Variationsbreite der venezianischen Glaskunst, ihre Formen und Dekore geben neben den Objekten selbst unterschiedliche Gemälde wie Paolo Veroneses „Hochzeit zu Kana“ und „Gastmahl im Hause des Levi“, aber auch niederländische Stillleben und Darstellungen von Wunderkammern Auskunft.
Das Formenrepertoire ist sehr vielfältig: Becher, Kelche, Schalen, Kannen und Flaschen zierten die Tafeln nicht nur wohlhabender Adeliger, sondern zunehmend auch der durch den Handel aufgestiegenen Bürger. Die aufgezählten Grundformen wurden je nach Gusto angepasst und variiert. Beispielsweise zeichnet sich das 16. Jh. noch durch relativ einfache Formen, wenig Applikation und Farbgebrauch aus, während im Barock und Rokoko die plastischen Dekorationen, die vor allem an Stielen und Griffen angebracht wurden, immer ausgefallener wurden (geometrisch, in Tier- und Pflanzengestalt).
Für die Wandung gab es besondere Veredelungstechniken. Beim so genannten Eisglas, hergestellt durch Abschrecken in eiskaltem Wasser oder durch Rollen über kleine Splitter, wird auf der Oberfläche ein Effekt wie bei einem durch Eisblumen überzogenen Fensterglas erzielt. Beim Faden- oder Netzglas (it. vetro a filigrano) – wurden Milchglas-Fäden und bunte Glasfäden in die klare Glasmasse eingeschmolzen und durch Drehen so verwoben, dass ein faden- bzw. netzartiges Muster entstand. Diese Technik war in Ansätzen schon in der Antike bekannt, durch die Muraneser Glasmacher Serena (Catanei) Anfang des 16. Jh. wiederentdeckt, ausgefeilt und sogar patentiert.

## Verbreitung nördlich der Alpen

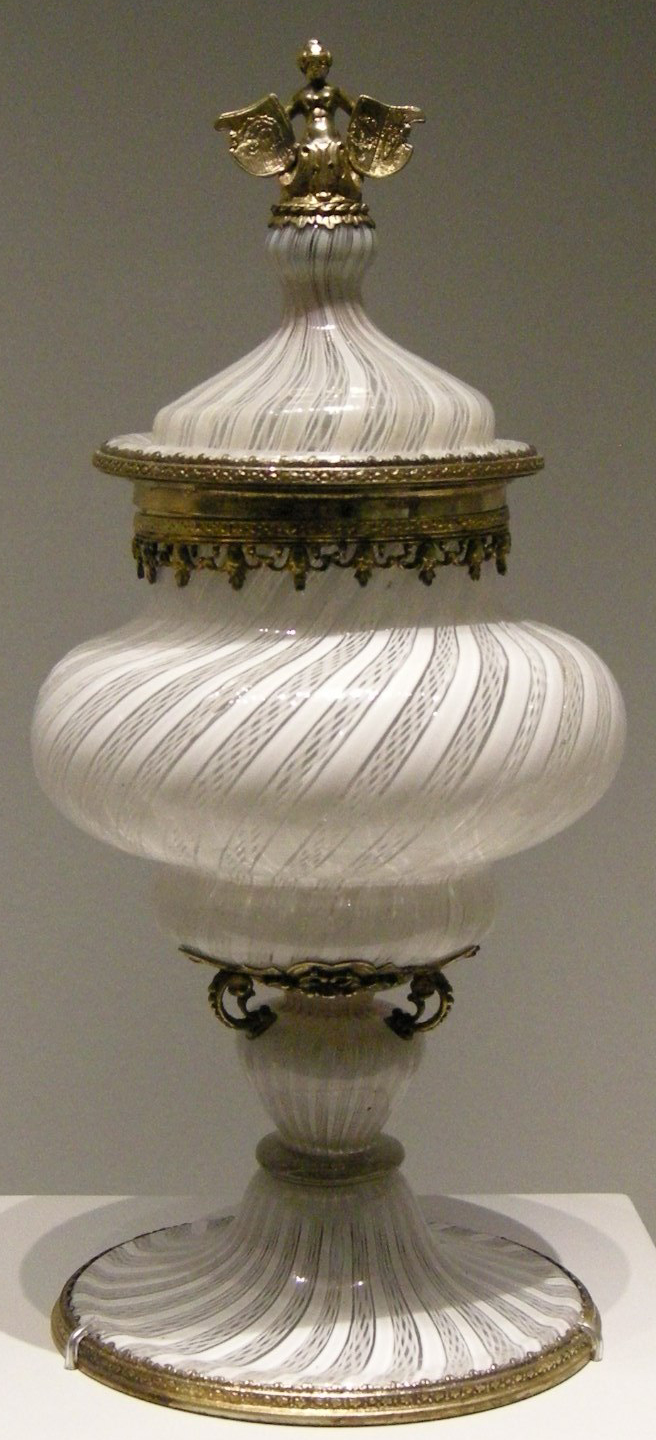
Façon de Venise

In den Wäldern nördlich der Alpen gab es seit dem Mittelalter zwar auch schon Glashütten, doch in ihnen konnte farbloses Glas venezianischer Qualität nicht hergestellt werden. Die groben Gebrauchsglas-Formen knüpften an fränkische Vorbilder an; Entfärbungstechniken des durch hohen Eisenoxidgehalt grünen Waldglases kannte man nicht.
Seit der Mitte des 16. Jahrhunderts gelangte das Know-how der venezianischen Glaskunst trotz aller Versuche der Republik, dieses Geheimnis für sich zu behalten, nach Deutschland, die Niederlande und Flandern. Emigrierte Venezianer errichteten die ersten Produktionsstätten in Antwerpen, Lüttich, in Norddeutschland und Holland, in Kassel, Nürnberg, im Schwarzwald, in Tirol und andernorts. Da Gläser in dieser Zeit noch nicht signiert wurden, legt hauptsächlich die Besitzer-Provenienz (fürstlicher/gräflicher Familienbesitz, Adelshaus etc.), soweit dokumentierbar, die Provenienz nahe.
Im 18. Jahrhundert ist mit dem Aufkommen des barocken Schnittglases vornehmlich in Böhmen und Schlesien die erste Blütezeit venezianischen Glases vorbei.
Glassammlungen à la façon de Venise finden sich in verschiedenen deutschen Museen, beispielsweise
- Kunstgewerbemuseum Berlin
- Glasmuseum Frauenau
- Bayerisches Nationalmuseum
- Veste Coburg
- museum kunst palast Düsseldorf, Sammlung Hentrich
- Württembergisches Landesmuseum Stuttgart

Im Antiquitätenhandel und auf Auktionen ist es ebenfalls erhältlich. Zu unterscheiden ist à la façon de Venise vom Glas des Historismus aus dem 19. Jahrhundert; diese  Strömung revitalisierte die antike und neuzeitliche Vergangenheit der Glasproduktion Italiens, einerseits durch 1:1 Kopien, andererseits durch die Weiterentwicklung althergebrachter Formen. Dies verhalf nicht zuletzt dazu, die muranesische Glasproduktion, die seit dem Überfall Napoleons schlummerte, wiederzuerwecken und bekannte Techniken neu zu erlernen und zu perfektionieren.